# Ratio decidendi
La ratio decidendi és una expressió llatina, que significa literalment "raó per a decidir". Fa referència a aquells arguments en la part considerativa d'una sentència o resolució judicial que constitueixen la base de la decisió del tribunal sobre la matèria sotmesa al seu coneixement.
En el common law, és a dir, en el dret anglosaxó, la ràtio decidendi té gran importància, doncs al contrari del obiter dictum, sí que té caràcter vinculant i, per tant, obliguen als tribunals inferiors quan han de resoldre casos anàlegs (principi de stare decisis). En algunes sentències es troba al final d'aquestes.